# Kemenec
Kemenec (1899-ig Alsó-Kamenecz és Felső-Kamenecz, szlovákul Kamenec pod Vtáčnikom) község Szlovákiában, a Trencséni kerületben, a Privigyei járásban. Alsó- és Felsőkemenec egyesítésével jött létre.

## Fekvése
Privigyétől 16 km-re, délnyugatra fekszik.

## Élővilága
A faluban egy gólyafészket és egy alátétet tartanak nyilván. 2014-ben 4 fiókát számoltak össze.

## Története
A község területén a régészeti leletek tanúsága szerint ősidők óta élnek emberek, az i. e. 1. évezredből a lausitzi kultúra erődített településének maradványait tárták itt fel. Az erődítményt később a puhói kultúra népe is használta.

### Felsőkemenec
A mai település első írásos említése 1355-ben „Superior Caste Ilyan" néven történik. 1419-től „Kamenech" néven említik. 1435-ben Luxemburgi Zsigmond adománylevelében szerepel, melyben Felsőkemenecet a Kosztolányi családnak adja. A 17. században a Rajcsányi család birtoka lett. A 18. században a Simonyi, Brodzanszky és Pap családoké. 1536-ban 8 portája adózott. 1601-ben iskolája és 27 háza volt. 1720-ban 18 adózó lakta a falut. 1828-ban 42 házában 262 lakos élt. Híresek voltak az itteni tímárok.
Fényes Elek geográfiai szótárában eképpen ír a községről: „Kamenecz (Felső-), tót falu, Bars, most A.-Nyitra vmegyében: 240 kath., 22 evang. lak. Kathol. paroch. templom. Határa mind a két helységnek meglehetős; erdejök, legelőjük sok. Patakja 4 liszt-, és 1 papirosmalmot forgat. F. u. Kosztolányi, Simonyi s m. t. Ut. p. Oszlán."
Borovszky monográfiasorozatának Bars vármegyét tárgyaló része szerint: „Felsőkamenecz, a felső Nyitra-völgyben fekvő tót kisközség, 404 róm. kath. vallású lakossal. E községet Zsigmond király 1435-ben a Kosztolányiaknak adományozta, a kik mindvégig földesurai maradtak. A XV. század végén azonban a Majthényiaknak is van itt részbirtokuk, míg a XVIII. század végén és a mult század elején a Kosztolányiakkal együtt a Simonyi család is birtokosként szerepel. Azelőtt e községnek Felső-Kosztolány volt a neve. Egyházát már Pázmány is a régi egyházak közé sorozza, melynek gótikus részletei vannak. Sírboltjában a Rajcsányi és a Kosztolányi család tagjai pihennek. A templomot 1665-ben megújították. A XVIII. század végén hires vargái voltak. A mult század elején volt itt négy vízi malom és egy papirmalom. Ez időben határában barnaszénbányát nyitottak, mely azonban csak rövid ideig volt üzemben. Postája Bisztricsény, távirója és vasúti állomása Nemeskosztolány."

### Alsókemenec
Alsókemenec Felsőkemenec határában alakult ki, a 14. században még „Petusova" néven említik, 1518-tól fordul elő a későbbi nevén. A Kosztolányi család birtoka volt, később a Majthényiaké. 1663-ban felégette a török. A 17. században lakói a töröknek fizettek adót. 1536-ban malma  és 3 portája volt. 1601-ben 40 ház állt a településen, közülük 5 nemeseké. 1715-20-ban kocsmája és 25 portája állt. 1828-ban 64 házában 42 lakos élt. Lakói főként tímármesterséggel, gyümölcstermesztéssel, mezőgazdasággal és állattartással foglalkoztak. A 18. század második felében Alsókemenecen papírgyár kezdte meg működését, mely 1847-ig üzemelt. Sörfőzde is működött itt. A 19. században az itt élők a földművelés és állattartás mellett molnárok, kovácsok, tímárok voltak, de sokan foglalkoztak erdei munkákkal, faárukészítéssel is.
Fényes Elek geográfiai szótárában eképpen ír a községről: „Kamenecz (Alsó-), tót falu, Bars, most A.-Nyitra vmegyében, 1/2 órányira a Nyitra vizétől: 401 kath., 19 evang. lak."
Borovszky monográfiasorozatának Bars vármegyét tárgyaló része szerint: „Alsókamenecz, a felső Nyitravölgyben fekvő tót kisközség, 504 róm. katholikus lakossal. E község a Kosztolányiak régi birtoka. Petusova nevű dűlője is még a XIV. században élt Kosztolányi Petőre látszik emlékeztetni. A XVIII. század vége felé itt papirmalom és négy vízimalom volt. A község határában levő Hrádek nevű hegyen valami erődítvény vagy vár nyomai látszanak. A község postája Bisztricsény, távirója és vasúti állomása Nemes-Kosztolány. Templom a községben nincsen."
A trianoni diktátumig mindkét település Bars vármegye Oszlányi járásához tartozott.
Kemenec Alsó- és Felsőkemenec egyesítéséből jött létre 1955-ben.

## Népessége
| Év:            | 1994. | 2004.   | 2014.   | 2024.   |
| -------------- | ----- | ------- | ------- | ------- |
| Emberek száma: | 1845  | 1861    | 1790    | 1760    |
| Eltérés:       |       | +0,86 % | -3,81 % | -1,67 % |

| Év:            | 2023. | 2024.   |
| -------------- | ----- | ------- |
| Emberek száma: | 1758  | 1760    |
| Eltérés:       |       | +0,11 % |

1880-ban Alsókemenec 402 lakosából 362 szlovák, 20 magyar, 8 német anyanyelvű és 12 csecsemő; míg Felsőkemenec 339 lakosából 312 szlovák, 14 német anyanyelvű és 13 csecsemő. Alsókemenecen 373 római katolikus, 19 evangélikus és 10 zsidó; Felsőkemenecen 316 római katolikus, 13 zsidó, 6 evangélikus és 4 egyéb vallású lakos volt.
1910-ben Alsókemenec 593 lakosából 574 szlovák, 10 német és 9 magyar anyanyelvű; míg Felsőkemenec 494 lakosából 488 szlovák, 5 magyar és 1 német anyanyelvű volt. 565 és 491 római katolikus, 18 evangélikus, valamint 10 illetve 3 zsidó vallású volt a falvakban.
2001-ben 1868 lakosából 1849 szlovák volt.
2011-ben 1844 lakosából 1756 szlovák volt.
2021-ben 1744 lakosából 1718 (+3), 1 magyar, (+6) cigány, (+1) ruszin, 10 (+2) egyéb és 15 ismeretlen nemzetiségű volt.

## Neves személyek
- Itt született Zimányi Lajos (1748-1805) piarista szerzetes tanár, a Nyitrai Piarista Gimnázium igazgatója.[8]

## Nevezetességei
- A Mindenszentek tiszteletére szentelt, római katolikus temploma a 16. században, késő gótikus stílusban épült. Sírboltjában a Kosztolányi és Rajcsányi család tagjai nyugszanak. 2003-ban megújították.
- A plébánia 1783-ban épült klasszicista stílusban.

## Lásd még
- Alsókemenec
- Felsőkemenec